# Sint-Jan Geboortekerk (Duizel)
De Sint-Jan Geboortekerk is de voormalige parochiekerk van de tot de Noord-Brabantse gemeente Eersel behorende plaats Duizel, gelegen aan het Smitseind 31.

## Geschiedenis
De kerk heeft een voorganger gekend, waarvan de Oude toren nog een overblijfsel is. Een nieuwe kerk werd in 1926 in gebruik genomen. Het betreft een bakstenen neogotische kruiskerk met vieringtorentje, ontworpen door Hendrik Vorstermans.
Nadat in 2019 het voornemen tot sluiting was bekend gemaakt werd de kerk aangekocht door Wim van der Leegte met de bedoeling deze om te bouwen tot een sociaal-cultureel centrum. In 2022 werd de kerk onttrokken aan de eredienst en sindsdien opende het centrum onder de naam Het Duysels Huys. De gelovigen gingen vervolgens in Eersel ter kerke.

## Gebouw
Van belang zijn een doopvont uit 1741 en een 17e-eeuwse kroonluchter. Deze zijn in het Duysels Huys achtergebleven.